# Heroes of Might and Magic IV: The Gathering Storm
Heroes of Might and Magic IV: The Gathering Storm is de eerste van de twee uitbreidingspakketten voor het turn-based strategy spel Heroes of Might and Magic IV. Het spel is ontwikkeld door New World Computing en uitgebracht door 3DO Company in 2002

## Toevoegingen
Deze eerste uitbreidings CD voor Heroes IV voegt zes nieuwe campaigns toe aan het spel met meer dan 20 scenario’s, 16 voorwerpen en vier nieuwe wezens (Goblin Knight, Evil Sorceress, Gargantuan en Dark Champion).
Elk van de eerste vijf campaigns bevat een nieuwe held: de duistere priester Alita, aartstovenaar Bohb, tovenaar Kozuss, barbaar Dogwoggle en bard Agrynel. Alle vijf werken samen in de laatste campaign in een gevecht tegen de slechte tovenaar Hexis.
Verder bevatte The Gathering Storm een uitgebreidere scenario editor.

## Campaigns
- Another Bard’s Tale
- The Masters of Magic
- Opposites Attract
- A Matter of Life and Death
- Might Makes Right
- The Gathering Storm